# Ashton Eaton
Ashton James Eaton (Portland, 21 de janeiro de 1988) é um atleta norte-americano bicampeão olímpico, mundial e ex-recordista mundial do decatlo.
Depois de uma medalha de prata no Campeonato Mundial de Atletismo de 2011, em Daegu, na Coreia do Sul, em 2012 ele foi campeão mundial indoor do heptatlo em Istambul, Turquia, com uma nova marca mundial de 6645 pontos. No mesmo ano, em junho, durante as seletivas norte-americanas para os Jogos Olímpicos de Londres, quebrou o recorde mundial do decatlo, com a marca de 9039 pontos, o segundo atleta a superar os 9000 pontos na modalidade. O recorde anterior era de 2001, do tcheco Roman Šebrle.
Em Londres 2012, tornou-se campeão olímpico, vencendo a prova com 8869 pontos, e no ano seguinte campeão mundial, em Moscou 2013. com 8809 pontos. Em Pequim 2015 tornou-se bicampeão mundial do decatlo e quebrou novamente seu recorde mundial, com um total de 9045 pontos.
Na Rio 2016 conquistou o bicampeonato olímpico com um total de 8893 pontos, igualando o recorde olímpico estabelecido pelo tcheco Roman Sebrle em Atenas 2004.
Em 2018, Eaton teve o seu recorde mundial quebrado pelo francês Kevin Mayer, medalha de prata na Rio 2016 e campeão mundial em Londres 2017, numa competição na França. Mayer fez 9126 pontos, 81 a mais que o recorde de Eaton, a maior diferença de pontos para um recorde anterior desde 1999.